# Kiril Petkow (Politiker)

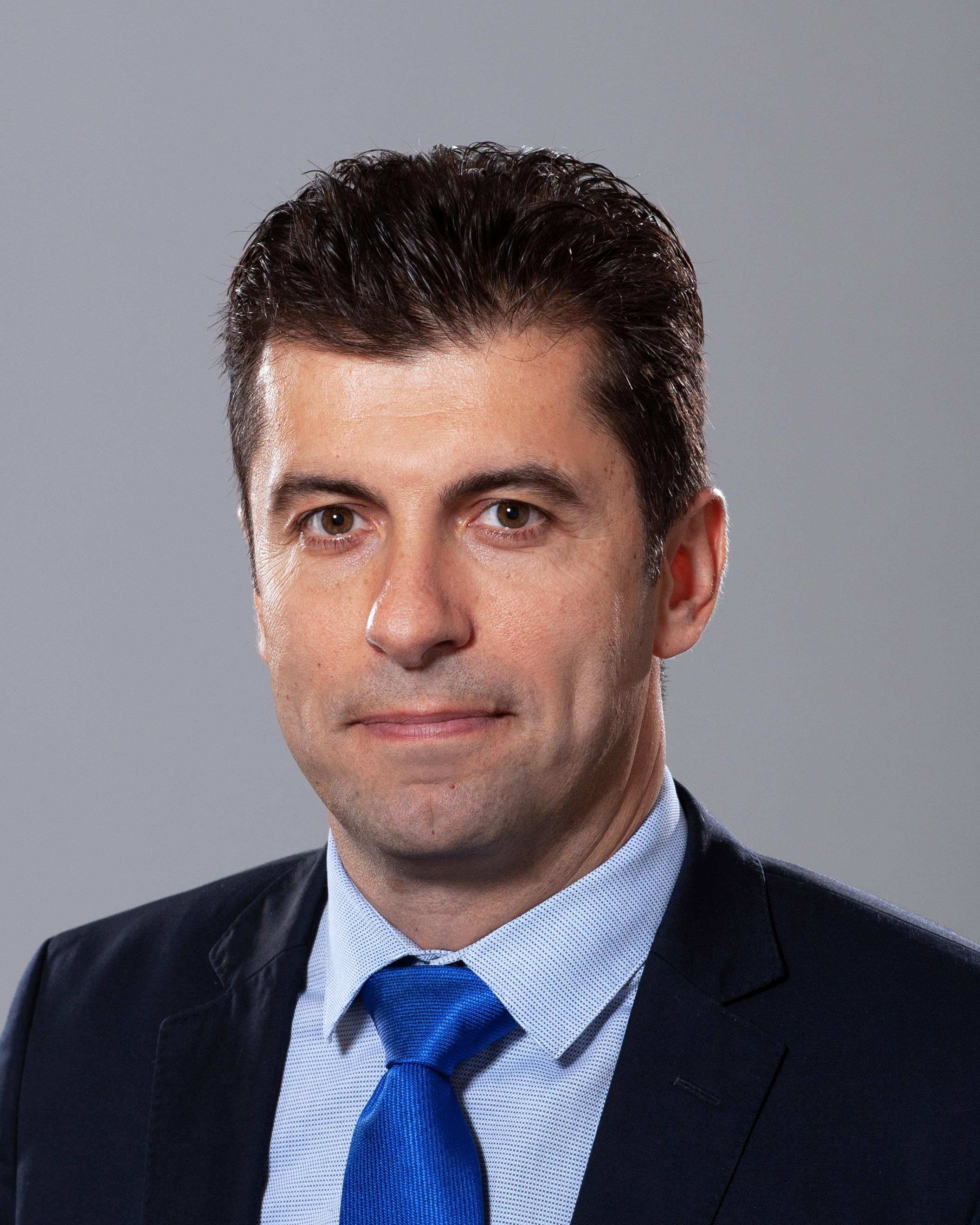
Kiril Petkow (2021)

Kiril Petkow Petkow (bulgarisch Кирил Петков Петков; * 17. April 1980 in Plowdiw, Bulgarien) ist ein bulgarischer Politiker der Plattform Wir setzen den Wandel fort (PP), Ökonom und Unternehmer. Vom 13. Dezember 2021 bis zum 2. August 2022 war er Ministerpräsident Bulgariens, nach einem erfolgreichen Misstrauensvotum am 22. Juni 2022 führte er dieses Amt nur geschäftsführend aus. Er folgte auf diesem Posten Stefan Janew. In der kommissarischen Regierung Janew I war Petkow Wirtschaftsminister. Petkow war mehrmals Redner bei der Innovations-Konferenz TED.

## Leben
Kiril Petkow wurde 1980 als Sohn eines Lehrerpaares in Plowdiw geboren. Seine Kindheit verbrachte er jedoch in Sofia, wo er an der siebten Sofioter Schule lernte. 1994 emigrierten seine Eltern nach Kanada, wo sie sich in der Stadt Vancouver niederließen. Ihr Sohn kam nach Abschluss der siebten Klasse zu ihnen. Sie besuchten jedoch weiterhin jedes Jahr ihr Heimatland.
Petkow fing ein Studium an der University of British Columbia in den Fächern Chemie und Biologie an, das er nach drei Jahren Studienzeit allerdings nicht abschloss. Es folgte ein Studium in Harvard. Dort erwarb er seinen Masterabschluss in Business Administration. Er arbeitete zunächst bei einer kanadischen Firma und gründete später seine eigene, welche auch Patente in den USA besitzt. Später führte er in Bulgarien gemeinsam mit Assen Wassilew sogenannte Harvard-Kurse an der Sofioter Universität ein. Sie werden von den beiden geleitet, wobei sie über ihre Erfahrungen und dem Gelernten in ihrer Zeit an der Harvard University berichten und sie weiter an Studenten lehren.
Kiril Petkow war in der Regierung Janew I vom 12. Mai 2021 bis zum 16. September 2021 Wirtschaftsminister. Ein paar Tage später gründete er mit Assen Wasilew die politische Plattform Wir setzen den Wandel fort, kurz PP (von bulgarisch Продължаваме промяната, ПП). Sie traten mit ihr bei den Parlamentswahlen im November 2021 in Bulgarien an und errangen auf Anhieb 25,7 % der Stimmen, womit sie stärkste Kraft im Parlament wurden. Am 13. Dezember 2021 wurde er schließlich vom Narodno Sabranie mit 134 Ja- und 104 Nein-Stimmen zum Ministerpräsidenten einer Regierung von PP, BSP, ITN (Es gibt ein solches Volk) und DB gewählt. Die Gegenstimmen kamen von der DPS und der ebenfalls neu im Parlament vertretenen Partei Wiedergeburt.
Nach der kurzfristigen Festnahme des ehemaligen Ministerpräsidenten Bojko Borissow wegen Korruptionsverdachts und dessen kurz danach erfolgter Freilassung im März 2022 sagte Petkow, es gebe keine unabhängige Staatsanwaltschaft in Bulgarien.
Nach Russlands Überfall auf die Ukraine 2022 versuchte Petkow, den Einfluss russischer Oligarchen auf die bulgarische Politik zurückzudrängen. Zudem ließ er Waffen an die Ukraine liefern.
Nach dem Ausstieg seines Koalitionspartners ITN kam es am 22. Juni 2022 zu einem Misstrauensvotum gegen Petkow. 123 von 240 Abgeordneten des Parlaments stimmten dafür, womit es knapp erfolgreich war.

## Familie
Petkow ist mit der Kanadierin Linda verheiratet, mit der er drei Kinder hat. Sie leben seit 2008 in Sofia und Linda Petkowa führt dort eine Konditorei. 2020 nahm Petkowa an der bulgarischen Ausgabe der Realityshow MasterChef teil.

## Kabinette
- Regierung Janew I
- Regierung Petkow